# Ferrari SF16-H
De Ferrari SF16-H is een Formule 1-auto die gebruikt werd door Ferrari in het seizoen 2016. De H staat voor "Hybrid", waarmee het de kortere neus en de gewijzigde achterkant in vergelijking met de voorgaande auto, de S15-T, beschreef.

## Onthulling
De SF16-H, Ferrari's 62e Formule 1-auto, werd op 19 februari 2016 onthuld in een presentatie die gestreamd werd via internet. De auto heeft meer wit dan in voorgaande jaren, waarmee wordt teruggekeken op het verleden, aangezien op onder andere de 312T uit 1974 en de F93A uit 1993 ook meer witte kleuren verschenen. De auto wordt, net zoals in 2015, bestuurd door Sebastian Vettel en Kimi Räikkönen. Voor dit seizoen draagt het chassis van Vettel de naam Margherita.

## Resultaten
| Resultaat                       |
| ------------------------------- |
| Winnaar                         |
| Tweede plaats                   |
| Derde plaats                    |
| Gefinisht (punten behaald)      |
| Gefinisht (geen punten behaald) |
| Niet geklasseerd (NC)           |
| Uitgevallen (DNF)               |
| Niet gekwalificeerd (DNQ)       |
| Gediskwalificeerd (DSQ)         |
| Niet gestart (DNS)              |
| Gewond (INJ)                    |
| Uitgesloten (EX)                |
| Teruggetrokken (WD)             |
| Niet deelgenomen (blanco cel)   |
| P Pole position                 |
| S Snelste ronde                 |

| Jaar | Chassis        | Motor       | Banden | Coureurs         | 1   | 2   | 3   | 4   | 5   | 6   | 7   | 8   | 9   | 10  | 11  | 12  | 13  | 14  | 15  | 16  | 17  | 18  | 19  | 20  | 21  | Punten | WK-plaats |
| ---- | -------------- | ----------- | ------ | ---------------- | --- | --- | --- | --- | --- | --- | --- | --- | --- | --- | --- | --- | --- | --- | --- | --- | --- | --- | --- | --- | --- | ------ | --------- |
| 2016 | Ferrari SF16-H | Ferrari 061 | P      |                  | AUS | BHR | CHN | RUS | SPA | MON | CAN | EUR | OOS | GBR | HON | DUI | BEL | ITA | SIN | MAL | JPN | VST | MEX | BRA | ABU | 375    | Brons     |
| 2016 | Ferrari SF16-H | Ferrari 061 | P      | Sebastian Vettel | 3   | DNS | 2   | DNF | 3   | 4   | 2   | 2   | DNF | 9   | 4   | 5   | 6   | 3   | 5   | DNF | 4S  | 4S  | 5   | 5   | 3S  | 375    | Brons     |
| 2016 | Ferrari SF16-H | Ferrari 061 | P      | Kimi Räikkönen   | DNF | 2   | 5   | 3   | 2   | DNF | 6   | 4   | 3   | 5   | 6S  | 6   | 9   | 4   | 4   | 4   | 5   | DNF | 6   | DNF | 6   | 375    | Brons     |
| Jaar | Chassis        | Motor       | Banden | Coureurs         | 1   | 2   | 3   | 4   | 5   | 6   | 7   | 8   | 9   | 10  | 11  | 12  | 13  | 14  | 15  | 16  | 17  | 18  | 19  | 20  | 21  | Punten | WK-plaats |

### Eindstand coureurskampioenschap
- Sebastian Vettel: 4e (212pnt)
- Kimi Räikkönen: 6e (186pnt)

Ferrari SF16-H ·
Force India VJM09 ·
Haas VF-16 ·
Manor MRT05 ·
McLaren MP4-31 ·
Mercedes F1 W07 Hybrid ·
Red Bull RB12 ·
Renault RS16 ·
Sauber C35 ·
Toro Rosso STR11 ·
Williams FW38